# Prieuré de la Futaie
Le prieuré de la Futaie, est un ancien monastère datant du XIIe siècle après son rétablissement. Un lieu-dit et un logis seigneurial porte son nom désormais. Il est situé à Saint-Mars-sur-la-Futaie, dans le département de la Mayenne et la région des Pays de la Loire. Le logis seigneurial est parfois appelé château de la Futaie. Il est situé à 2 kilomètres au sud du bourg, sur la rivière de la Futaie.

## Désignation
- Monachi B. Mariæ de Fustaya … ecclesia de Fustaya, … monachi de Fustaya, … 922 (charte fausse).
- Monachus S. M. de Fustaya, 1112 (Bibliothèque nationale de France, lat. 1254, f. 50 ; charte fausse).
- R. de Fusteia, v. 1100 (Vita B. Bernardi Tiron, n° 20).
- Prior de Fusteia, 1136 (Cartulaire de l'abbaye de Savigny).
- Ecclesia sanctæ Mariæ de Fusteia, 1179 (bulle d'Alexandre III).
- Prioratus de Fusteya, 1326 (bulle d'Alexandre III).
- Le prieur de la Fustaye, 1453 (Archives nationales, R/5. 383).
- Prioratus de Fustaya, XVe siècle (pouillé).
- Le lieu de la Fustaye, 1567 (insinuations ecclésiastiques).
- La Futaye, prieuré, deux étangs sur un affluent de la Futaye, bois entre le prieuré et le bourg (Hubert Jaillot).
- La Futaye, village et chapelle (carte de Cassini).

## Histoire

### Supercherie
Le prieuré bénédictin de la Futaie faisait partie depuis une époque inconnue des dépendances de l'abbaye Saint-Jouin de Marnes. Mais les deux plus anciennes chartes que l'on invoque pour son histoire sont des faux manifestes. Ces faux, recueillis dans un manuscrit qui semble avoir été préparé pour servir de preuves à une histoire de Mayenne sont l'œuvre de Jean-Baptiste de Goué. Le moine Jean de la Futaie, notaire supposé des Croisés de Mayenne en 1158, est une création du même faussaire. Tous les renseignements empruntés par Gilles Ménage et Jean-Baptiste Guyard de La Fosse au Chartrier de Goué sur la Futaie sont faux.

### Les faits
Historiquement on sait que le prieuré de la Futaie, Saint-Mars-de-la-Futaie, Landivy, Saint-Jacques d'Ernée, Saint-Barthélemy-de-l'Habit, appartenaient à l'abbaye Saint-Jouin de Marnes au moins au commencement du XIIe siècle. Les moines eurent un différend en 1136 avec l'abbaye de Savigny dont ils avaient brûlé accidentellement une grange avec les provisions qu'elle contenait. 
L'ermite Raoul de La Futaie est né ou tout au moins a vécu à la Futaie qui lui a donné son nom. Il fut d'abord religieux au monastère de Saint-Jouin-de-Marnes, connu alors sous le nom de monasterium Heresiense.
Dreux V de Mello, seigneur de Mayenne, exempta les moines de toutes servitudes dans sa baronnie et leur donna droit d'usage dans ses forêts (1233). Le sénéchal fayé de Mayenne, Guillaume de Montgiroux, renonça aussi en leur faveur à ses prétentions et à ses droits sur leurs terres (1240). Le prieuré resta conventuel jusqu'en 1570 ; en 1597 il est déclaré sans charge d'âmes ni conventualité, cura conventuque carens. Les prieurs se contentèrent d'y entretenir deux prêtres séculiers jusqu'en 1790.

## Chapelle
La chapelle a trois travées et un chœur éclairé à l'est par une large fenêtre dont l'ogive est peu sensible. Les fenêtres de la nef sont en lancette. Elle était voûtée. Les chapiteaux et les sommiers qui restent en place sont en granit et d'une taille correcte. Le logis prioral, reconstruit vers la fin du XVIIIe siècle, est dans de petites proportions, avec deux ailes entourant une petite cour et dont l'une joint la côtière sud de la chapelle. Le perron à double rampe qui précède la porte du logis a quelques prétentions d'architecture. 
On remarque au village une maison du XVIe siècle. Dans l'église paroissiale est une vierge en pierre d'un caractère très archaïque, du XIVe siècle peut-être, qu'on dit provenir de la chapelle du prieuré. Les revenus étaient d'environ 4 000 ₶, y compris des dîmes en Landivy. Les dépendances immédiates furent vendues nationalement, le 24 mars 1791, pour 72 200 ₶.
La partie de la chapelle qui subsiste ne représente que le chœur dont on voit l'arc brisé le séparant de la nef. Celle-ci s'avançait. dit-on, jusqu'à l'aile ouest du prieuré, et fermait complètement la cour intérieure. La fenêtre éclairant l'autel au nord est divisée en deux lancettes et un tympan, tandis qu'au midi celle qui y correspond est ogivale, sans meneau.

## Le Logis
Chacune des deux ailes a un escalier extérieur en pierre ; caves sous le tout se communiquant ; cour pavée. Un objet bien intéressant est indiqué par l'abbé Angot : ce sont les pavés émaillés de plusieurs modules provenant de l'ancienne chapelle et qui ont été mélangés avec d'autres sans ornements et sans valeur dans le pavage des chambres et des corridors du logis. Ils sont du XIIIe siècle.
Une statue en bois vermoulu de saint Antoine, ermite, provenant de la chapelle, a été recueilli à la fin du XIXe siècle par M. Tirard, d'Ernée.
Un bosquet d'arbres verts ou rares (un tulipier d'Amérique) faisait remarquer de loin l'ancien prieuré à la fin du XIXe siècle. Un chemin entretenu, construit par le propriétaire des lieux, conduisait à la route de la Tannière depuis 1904.

## Sources partielles
- « Prieuré de la Futaie », dans Alphonse-Victor Angot et Ferdinand Gaugain, Dictionnaire historique, topographique et biographique de la Mayenne, Laval, A. Goupil, 1900-1910 [détail des éditions] (BNF 34106789, présentation en ligne)